# Pseudonapomyza gilletti
Pseudonapomyza gilletti este o specie de muște din genul Pseudonapomyza, familia Agromyzidae, descrisă de Spencer în anul 1985.
Este endemică în Kenya. Conform Catalogue of Life specia Pseudonapomyza gilletti nu are subspecii cunoscute.